# Fritz Brandt (Politiker)
Fritz Brandt (* 18. November 1882 in Sückau, Provinz Hannover; † 1. Januar 1949 in Lübtheen) war ein deutscher Politiker (SPD).

## Leben
Brandt besuchte die Volksschule und absolvierte danach eine Lehre zum Zimmerer im nahegelegenen Neuhaus. Ab 1913 gab er den erlernten Beruf auf und arbeitete als Lagerhalter im Konsumverein Boizenburg. Von 1919 bis 1920 saß er im Verfassunggebenden Landtag von Mecklenburg-Schwerin. Danach verlieren sich seine Spuren.